# Komosa śmierdząca
Komosa śmierdząca (Dysphania schraderiana (Schult) Mosyakin & Clemants) – gatunek rośliny z rodziny szarłatowatych. Pochodzi z tropikalnych obszarów Afryki Północnej i Wschodniej oraz Półwyspu Arabskiego, ale jako gatunek zawleczony rozprzestrzenił się również w innych rejonach Afryki, a także we wschodniej Europie. Występuje w południowo-wschodniej Polsce. Status gatunku we florze Polski: kenofit, efemerofit.

## Morfologia

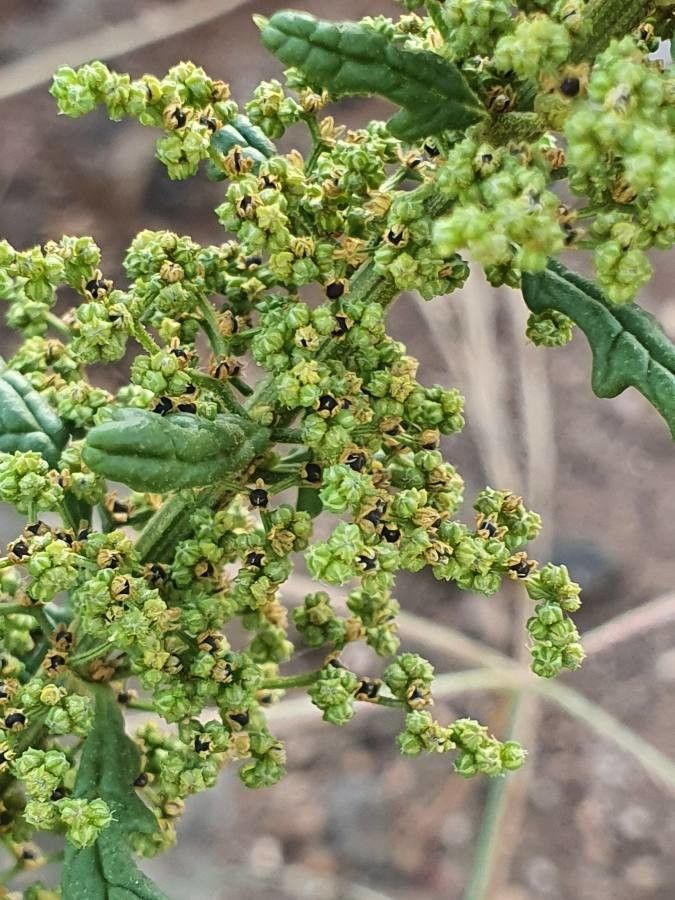
Fragment pędu z owocami

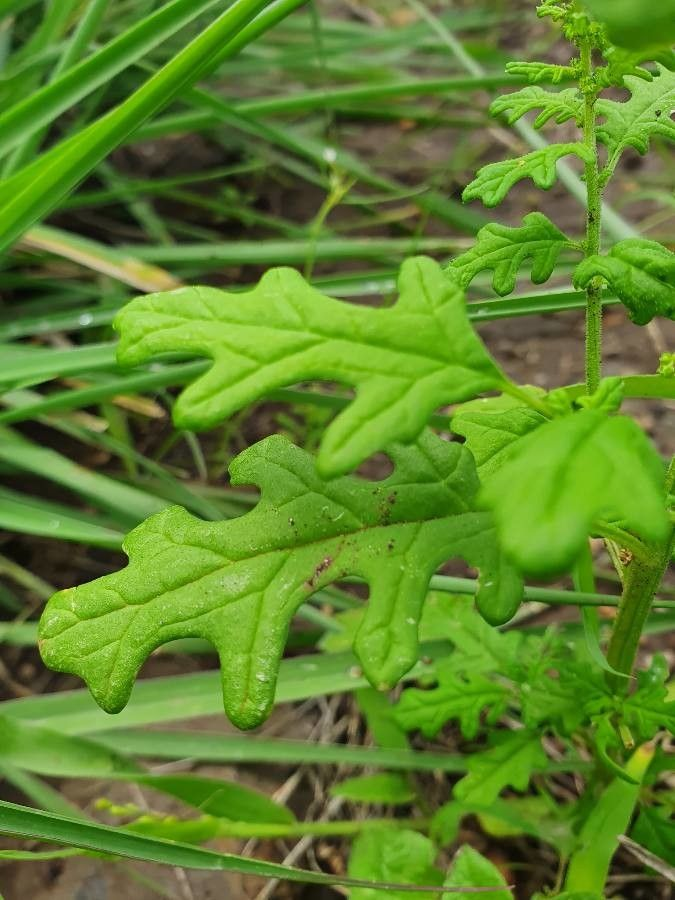
Liście

PokrójRoślina o nieprzyjemnym zapachu. Jest cała owłosiona żółtawymi, włoskami gruczołowymi (gruczołki siedzące).
ŁodygaWzniesiona, dość gruba, o wysokości 30–100 cm.
LiściePodługowate lub eliptyczne, głęboko pierzasto-dzielne. Wszystkie przysadki są pierzastowrębne.
KwiatyWyrastają pojedynczo na gałązkach, zebrane w dwuramienne wierzchotki. Kwiaty promieniste o działkach okwiatu mających haczykowato ząbkowany grzbiet i obłonioną górną część.
OwoceDrobne, z góry spłaszczone orzeszki otoczone niemięsistym, nieco rozchylonym okwiatem.

## Biologia i ekologia
Roślina roczna. Kwitnie od lipca do września. Siedliska ruderalne.